# Trallalero

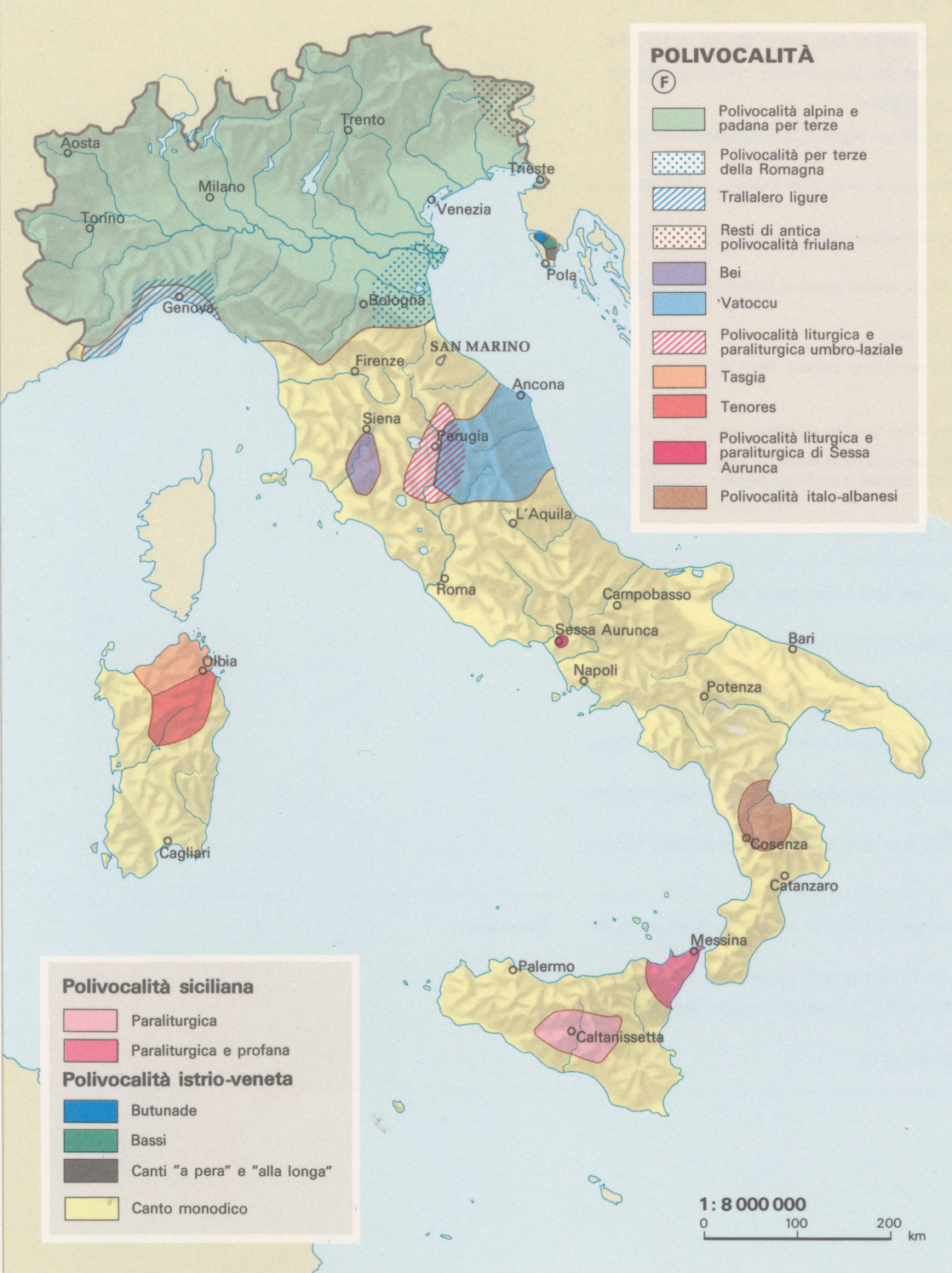
Mappa delle polivocalità tradizionali in Italia

Il trallalero o trallallero (in ligure, tralalêro) è una forma di canto polifonico tipico dell'entroterra genovese, ma praticato anche in alcune aree dell'entroterra appenninico e del Ponente ligure.

## Origini
(Alan Lomax, The Trallaleri of Genoa)
Non esisteva fino a poco tempo fa una storiografia precisa del trallallero. Antesignani sono nella documentazione storica i riferimenti a "canti a crocchia" derivanti da un'antica tradizione polifonica, parente del canto a bei toscano, dei tenores sardi, forse anche dei canti della Georgia. Studi più approfonditi e recenti spingono invece a considerare il trallallero come un'evoluzione urbana dei canti da osteria "alla bujasca" tipici dell'entroterra genovese e delle province confinanti, in particolare del paese di Bogli. Alcuni di questi canti hanno una struttura metrica simile al trallallero, e come il trallallero presentano ritornelli non-sense dallo spiccato valore ritmico. Canti di questo genere, originariamente condivisi a Genova col retrostante Appennino, sarebbero stati localmente modificati con l'aggiunta della "voce chitarra" e di una parte a falsetto ("contralto") resa libera dal consueto procedere per terze parallele.

## Caratteristiche dell'esecuzione
Il trallallero è praticato da gruppi esclusivamente vocali e - con pochissime eccezioni - esclusivamente maschili. La sua caratteristica (riflessa nell'onomatopea del nome stesso) consiste nell'imitazione di una completa gamma di sonorità vocali e strumentali ad opera di un complesso in realtà limitato a sole voci maschili. Sono così presenti, accanto alle voci che interpretano la melodia principale, ruoli di ausilio armonico, di accompagnamento, di sostegno ritmico. Il ricco tessuto ritmico-melodico, dovuto a questa polifonia e poliritmia, è la caratteristica distintiva di questo particolare stile musicale.
Se il testo talvolta sembra appena un pretesto o uno spunto tematico da armonizzare con la musicalità, la vera energia del trallalero, sintesi della tradizione polifonica e polistrofica nordica e della liricità meridionale, viene evidenziata dalla forza persuasiva che invita gruppi di persone a partecipare ad un canto corale.
Quindi il trallallero non richiede particolari luoghi per la sua esecuzione, e nemmeno doti musicali virtuose, visto che esprime un linguaggio raffinato ma nello stesso tempo popolare, come popolari appaiono le sue origini lontane nel tempo e vicine al mondo dei viaggiatori e dei marinari.

## La squadra di canto
I gruppi di trallalero o "i trallaleri" come si usa dire localmente, vengono chiamati squadre.
La disposizione a cerchio permette di guardarsi e vedere i segnali di chi porta a squadra (colui che dirige l'esecuzione).
Una squadra può essere composta da sette, nove, e anche dodici elementi.
Ogni squadra si compone di cinque voci:
- tenore, chiamato in genovese o primmo - "il primo", poiché è colui che intona il canto e ha il compito di dare alla melodia la giusta tonalità che in genere e quella di sol# maggiore/minore;
- contralto, in genovese contræto, detto però anche o segóndo ("il secondo") o a bagascetta ("la bambinetta"), poiché la sua esecuzione è in falsetto. Grande rilievo alla voce del contralto è stata data dal M° Paolo Besagno che nel 1996 è risultato vincitore con la squadra "I Giovani Canterini di Sant'Olcese" del premio Città di Recanati - Nuove tendenze della canzone d'autore, con il brano "O Trallalero Canzon de 'na vitta";
- baritono, chiamato controbasso insieme alla chitâra ha il compito di tenere costante il ritmo del trallalero;
- a chitâra, letteralmente "la chitarra", una voce con funzione ritmica ottenuta mettendo davanti alla bocca il dorso della mano, serve per accompagnare il canto con rapide successioni di note che imitano il suono di uno strumento a corde pizzicato;
- basso, anzi i bassi, poiché ve ne sono sempre diversi ad accompagnare con una tonalità "scura" il canto, a volte (in cerchi del canto particolarmente numerosi) si dividono in "profondi" e "cantabili".

Le squadre di canto oggi ancora attive sono:
- La Squadra
- I Giovani Canterini di Sant'Olcese
- La Lanterna
- Gruppo Spontaneo Trallalero
- Gruppo Canterini Valbisagno
- Canterini delle Quattro valli
- Albenga Canta
- I Canterini delle Quattro Province

## GliArrecheugeiti
Uno degli elementi più caratteristici di questo canto è la spontaneità: spesso infatti, soprattutto dopo concerti dove partecipano più squadre di canto, è facile vedere canterini di diverse provenienze aggregarsi in cerchi improvvisati e cantare, ognuno con la sua differente cadenza, fondendo in un unico trallalero i diversi stili di canto.
Questi cori "improvvisati" prendono il nome di Arrecogeiti (raccogliticci).
La formazione di questo tipo più facile da incontrare è quella che si esibisce tutti i sabati pomeriggio intorno alle 16 presso Piazza Luccoli, nel cuore dei vicoli genovesi.

## Il repertorio
I brani eseguiti fanno parte della tradizione popolare, in italiano o in dialetto genovese, ma comprendono tipicamente anche canzoni dialettali d'autore della prima metà del Novecento e trascrizioni di brani contemporanei di musica leggera, opera ed operetta. Anche la canzone d'autore è entrata a far parte del repertorio delle squadre di canto. Nel 1996 infatti, la squadra "I Giovani Canterini di Sant'Olcese" risulta vincitrice alla VII edizione del Premio Città di Recanati - Musicultura - Nuove tendenze della canzone d'autore. L'ambizioso progetto del M° Paolo Besagno e dei Giovani Canterini di Sant'Olcese era quello di utilizzare la squadra di canto come vero e proprio strumento per poter rappresentare un genere ad essa apparentemente lontano. Il brano "O trallalero Canson de 'na vitta", una canzone di Besagno, eseguita normalmente con il solo accompagnamento della chitarra - pratica comune nella canzone d'autore - viene riarrangiato e presentato in squadra, permettendo all'autore di aggiudicarsi l'importante riconoscimento recanatese.
Tra i titoli più significativi della tradizione del trallalero si annoverano: La partenza, A bunn-a seia, L'usignolo, Sento d'un certo canto, con testi sia in italiano che in genovese.
Una caratteristica costante di tutto il repertorio è l'inclusione non solo di parti cantate, ma anche e soprattutto di sezioni di canto ad imitazione strumentale. Queste sono arrangiate in modo da far sfoggio di una varietà di colori, tessiture e sovrapposizioni ritmiche, consentiti dalla particolare formazione della squadra, che è ispirata più all'organico di una piccola orchestra che a quella di un coro.

## Discografia
- 1992 Squadra di Canto Popolare Valpolcevera Trallalero - Newtone Records
- 1995 La Squadra " Compagnia del trallalero " - Buda musique
- 1995 La lanterna, Gruppo spontaneo trallalero, Gruppo Universal "Trallalero Genovese" - Al sur
- 1996 Aurora, La concordia Valbisagno, La giovane Mignanego, I Giovani Canterini di Sant'Olcese "Trallalero Genovese volume II" - Al sur
- 1996 I Giovani Canterini di Sant'Olcese - Premio Città di Recanati VII edizione - Nuove Tendenze della Canzone d'autore - Musicultura - BMG Ricordi
- 1995 Gruppo spontaneo trallallero Qui si formano i bei concerti - Felmay
- 1999 La Squadra " Bleu de Zena " - Buda musique
- 1999 Alan Lomax (a cura di) The Trallaleri of Genoa - Rounder records
- 2000 Aa. Vv. "Canterini all'opera" - DeVega
- 2000 Aa. Vv. "Quarto a-o mà, trallaleri d'autore" - DeVega
- 2000 La Squadra "Chansons génoises" - Buda musique
- 2002 Gruppo Polifonico La Squadra " I Concerti del Quirinale " di Radio 3
- 2007 Gruppo spontaneo trallallero Vagabondo - Felmay
- 2009 I Giovani Canterini di Sant'Olcese - Nel suono di Genova" - autoprodotto
- 2012 Canterini Valbisagno 25 Anni di Storia
- 2015 La Squadra In sciô ton "Trallalero, polyphonie de Gênes" - Buda musique
- 2017 I Giovani Canterini di Sant'Olcese "'Na reuza sarvaega" - autoprodotto